# Famille Gillet
Pour les articles homonymes, voir Gillet.
La famille Gillet est une famille française de la bourgeoisie lyonnaise, active notamment dans l'industrie textile et chimique depuis le XIXe siècle.

## Historique
François Gillet est né le 10 décembre 1813 à Bully dans les monts du Lyonnais, aîné de trois enfants de parents paysans, modestes et analphabètes. Il débute un apprentissage de tisseur en milieu rural, puis le poursuit chez un cousin teinturier en soie, installé rue des Trois-Maries à Lyon, spécialisé dans les soies teintes en noir. Après être passé chez d'autres maisons de teinture, il s'installe à Lyon à son compte en 1838. Pour satisfaire à l'exigence des fabricants de soieries de la place de Lyon, il met au point un nouveau procédé permettant d'obtenir un noir au chatoiement jugé sans égal, le « noir impérial », sommet de la mode sous le Second Empire. Grâce à cette innovation, l'affaire passe de 70 à 350 salariés en trois ans, de 1850 à 1853, puis à 1 200 en 1870, devenant une entreprise de taille nationale. 
Dès 1853, les Gillet cherchent des terrains pour implanter leurs usines. Ils investissent notamment à Vaise et précédemment sur des terrains en bord de Saône, au pied de la colline de la Croix-Rousse, actuellement sur le quai Joseph Gillet (anciennement quai de Serin). Dès 1880, l'usine de teinturerie du quai de Serin fabrique les « flottes en noir ».
François Gillet participe à un bouleversement de la profession de teinturier en passant d'une palette de matières végétales, animales et minérales, à l'usage de la chimie, avec des bains successifs de rouille et de carbonate de chaux, des solutions de sels d'étain et de prussiate de potasse, entre autres.
Bien que patron « bonapartiste et clérical », la Troisième République le décore de la Légion d'honneur en 1874. 
À sa mort, le 18 octobre 1895, soit 3 ans après celle de sa femme, Marie Gillet (née Pierron), la succession de François Gillet est évaluée à plus de six millions de francs,.
Son fils Joseph Gillet, après un parcours de formation incluant en 1862 un stage à l'École de chimie de Wiesbaden, développe l'entreprise paternelle en fondant à Villeurbanne une immense usine de 13 hectares et en investissant dans des secteurs nouveaux, tels que la soie artificielle ou la viscose. Il joue également un rôle décisif, avec Jules Raulin et Edmond Coignet, dans la création de l'École de chimie industrielle de Lyon en 1883.
La continuité de la lignée est assurée par les trois fils de Joseph Gillet : Edmond Gillet, industriel, régent de la Banque de France et administrateur de Rhône-Poulenc en 1929 ; Paul Gillet, dit « l'homme de Progil », conseiller de la succursale de la Banque de France à Lyon ; et Charles Gillet, industriel.
Le fils de Charles, Renaud Gillet, préside le groupe Rhône-Poulenc de 1973 à 1979, tandis que son autre fils Robert Gillet, devient ambassadeur de France en Espagne de 1970 à 1976.
Au faîte de leur puissance à la fin des années 1950, les Gillet anticipent le déclin de leur activité, en prolongeant une politique de partenariats, de prise de participation croisées et d'échanges d'actions avec d'autres groupes. Ils fusionnent l'activité « textiles artificiels » avec Rhodia puis cèdent l'ensemble à Rhône-Poulenc en 1971. L'activité « chimie » est également cédée à Rhône-Poulenc en 1968. La teinture, le métier de départ de cette histoire industrielle, est cédée en 1976 aux Chargeurs réunis. À la faveur de ces accords financiers, les Gillet deviennent des actionnaires de ces mêmes groupes, en particulier de Rhône-Poulenc.

## Liens de filiation entre les personnalités notoires
Généalogie de la dynastie industrielle lyonnaise Gillet (descendance agnatique de l'industriel François Gillet) :
- François Gillet (1813-1895), industriel textile, fondateur des Établissements Gillet, marié à Marie Pierron (1812-1892), fille de Claude-Marie Pierron (1786-1846), propriétaire cultivateur et maire de Saint-Clément-sur-Valsonne[4].
  - Émilie Gillet (1841-1925), mariée au Dr Hugues Chatin (1825-1875), médecin et maire de Sainte-Colombe[5].
  - Joseph Gillet (1843-1923), directeur des Établissements Gillet, vice-président du Crédit lyonnais, administrateur de sociétés (Société chimique des usines du Rhône, Kuhlmann, Compagnie des produits chimiques d'Alais et de la Camargue, etc.) et propriétaire de la Villa Gillet, marié à Mathilde Perrin (1845-1908), fille de Gilbert Perrin, notaire à Firminy.
    - Marguerite Gillet (1866-1959), mariée à Henri Balaÿ (1865-1928), administrateur de sociétés et neveu de Francisque Balaÿ, industriel, agronome et député de la Loire.
    - Edmond Gillet (1873-1931), industriel, président du Comptoir des Textiles Artificiels (CTA) et du Syndicat des Textiles artificiels, administrateur de sociétés (Crédit lyonnais, Rhône-Poulenc, Compagnie des produits chimiques d'Alais et de la Camargue, etc.), régent de la Banque de France, maire de Bully de 1925 à 1931, marié à Léonie Clémence Marie-Josèphe Motte (1883-1965), fille d'Albert Motte (1858-1918), président de société (Mines de Lens) et nièce d'Eugène Motte, industriel et député du Nord[6],[7],[8].
      - Marguerite Gillet (1904-1986), mariée à Ennemond Bizot (1900-1988), président de sociétés, membre du Conseil d'Escompte de la Banque de France.
        - Jean-François Bizot (1944-2007), patron de presse.

    - Paul Gillet (1874-1971), président de Progil, administrateur de sociétés (Pechiney), conseiller de la succursale de la Banque de France à Lyon, collectionneur d'art et propriétaire de la Villa Gillet, marié à Marguerite Blanchet (1883-1959), nièce de Victor Blanchet, industriel et député de l'Isère.
    - Charles Gillet (1879-1972), industriel, marié à Marcelle Garin (1885-1977), fille de Joseph Garin (1851-1919), avocat.
      - Denise Gillet (1906-1995), mariée à François Brossette (1906-1964), industriel.
      - Michel Gillet (1909-1989), président-directeur général de Gillet-Thaon, marié à Aline Ravier (1914-?).
      - Robert Gillet (1912-2003), directeur de cabinet du ministre des Affaires étrangères Maurice Couve de Murville de 1958 à 1962, ambassadeur de France au Maroc de 1965 à 1969, puis en Espagne de 1970 à 1976, marié à Aliette de Pracomtal (née en 1922).
      - Renaud Gillet (1913-2001), directeur et administrateur de Progil et de Rhodiacéta, président-directeur général de Rhône-Poulenc et de la holding familiale Pricel, administrateur de sociétés (BSN-Gervais Danone, UCB, Novacel, Compagnie financière de Paris et des Pays-Bas, Eurafrance, Rhovyl, etc.), marié à Marie Colcombet.
      - Bernard Gillet (1919-2016), marié à Hélène Janoray.

  - François Gillet (1846-1897), industriel, médecin, chimiste, maire d'Izieux de 1887 à 1892, vice-président de la Société d'études économiques de la Loire, marié en premières noces en 1874 à Marie Mas (?-1877) puis en secondes noces en 1882 à Jeanne Humblot (1859-?)[9],[10].
    - Henri Gillet (1885-1955), marié à Suzanne Pelvoisin.
    - Pierre Gillet (1886-1915), marié à Thérèse Auloix.
    - Thérèse Gillet (née en 1887-décédée), mariée au général Louis Jamont (1873-1951), fils du général Édouard-Fernand Jamont, cinq enfants.
      - Marie-Pierre Jamont (1920-1990), mariée à Jean Sangnier (1912-2011), journaliste et patron de presse.

    - Suzanne Gillet (1889-1987), mariée à Constant Balaÿ (1879-1930).
    - Geneviève Gillet (née en 1893-décédée), mariée à André Coulombel (1887-1957).

  - Marie Joséphine Gillet (1852-1889), mariée à Henri de Montgolfier (1847-1914), officier.

## Possessions
- Château de Galleville (depuis 1984)

## Pour approfondir